# Indvielse af Blokhus Vandrehjem
Indvielse af Blokhus Vandrehjem er en dansk dokumentarfilm fra 1950 instrueret af Gunnar Hallbäck.

## Handling
18 maj 1950 fejrer Dansk Vandrelaug sin 20 års fødselsdag ved at forære sig selv Blokhus Vandrehjem i gave. Vignetterne til mellemteksterne er tegnet af Gustav Rosenkvist.

## Medvirkende
- Stig Hansen, Stifter af Dansk Vandrelaug
- Thomas Olesen Løkken, Forfatter